# Bisolfito

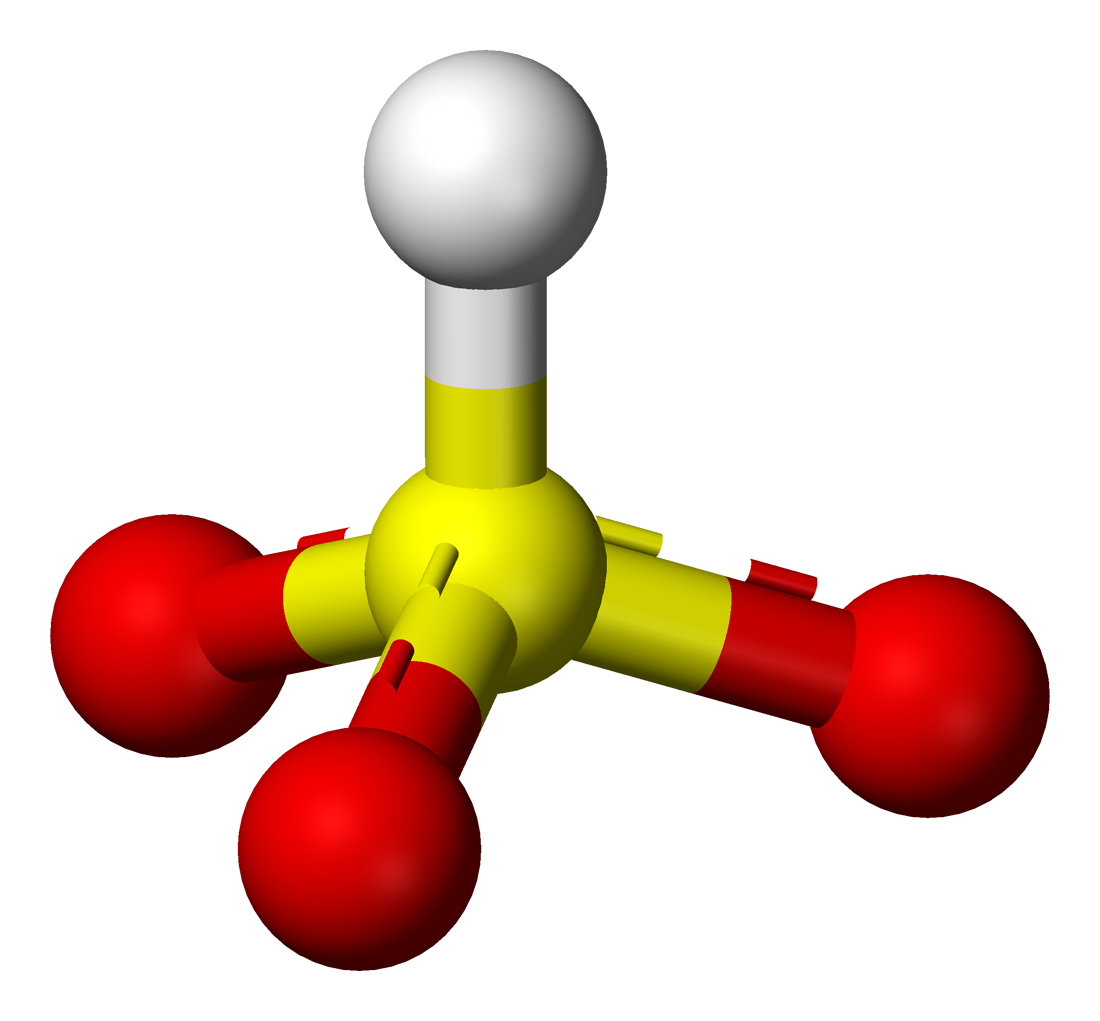
Il modello tridimensionale dello ione idrogenosolfito.

Lo ione bisolfito (o, come raccomandato dalla nomenclatura IUPAC, idrogenotriossosolfito) è l'anione acido di zolfo HSO3−, con lo zolfo in stato di ossidazione +4.
I sali contenenti questo ione sono detti bisolfiti, o più correttamente (nomenclatura IUPAC) idrogenosolfiti.

## Reazioni
I sali idrogenosolfiti sono tipicamente preparati dal trattamento di una soluzione alcalina con eccesso di anidride solforosa, per esempio nel caso del bisolfito di sodio:
{\displaystyle {\ce {SO2\ +\ NaOH->NaHSO3}}}
HSO3− è la base coniugata dell'acido solforoso, H2SO3:
{\displaystyle {\ce {H2SO3\leftrightarrows HSO3^{-}\ +\ H^{+}}}}
L'acido solforoso non è un composto isolabile e non sembra esistere neanche in soluzione. Un equilibrio più reale rivelato con l'aiuto della spettroscopia è il seguente:
{\displaystyle {\ce {SO2\ +\ H2O\leftrightarrows HSO3^{-}\ +\ H^{+}}}}
HSO3− è uno ione leggermente acido con una pKa di 6.97. È l'acido coniugato dello ione solfito, SO32−:
{\displaystyle {\ce {HSO3^{-}\leftrightarrows SO3^{2-}\ +\ H^{+}}}}

## Struttura

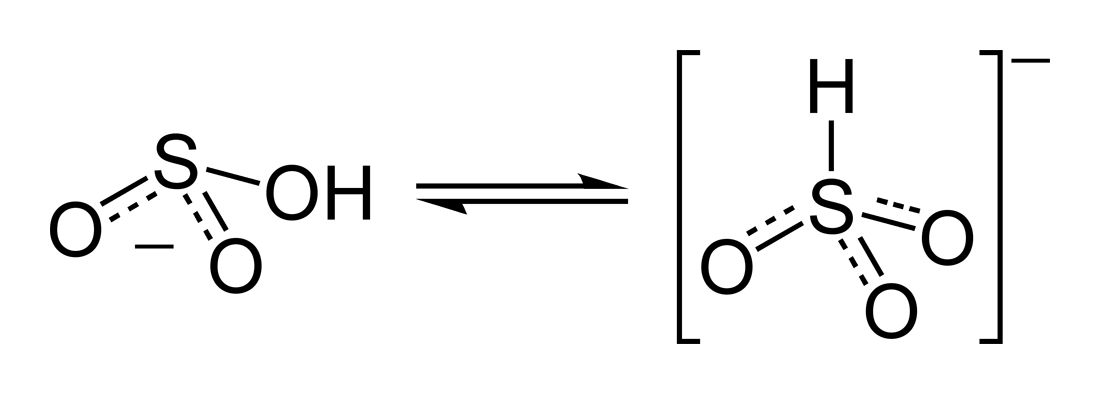
Tautomeri dell'idrogenosolfito in equilibrio

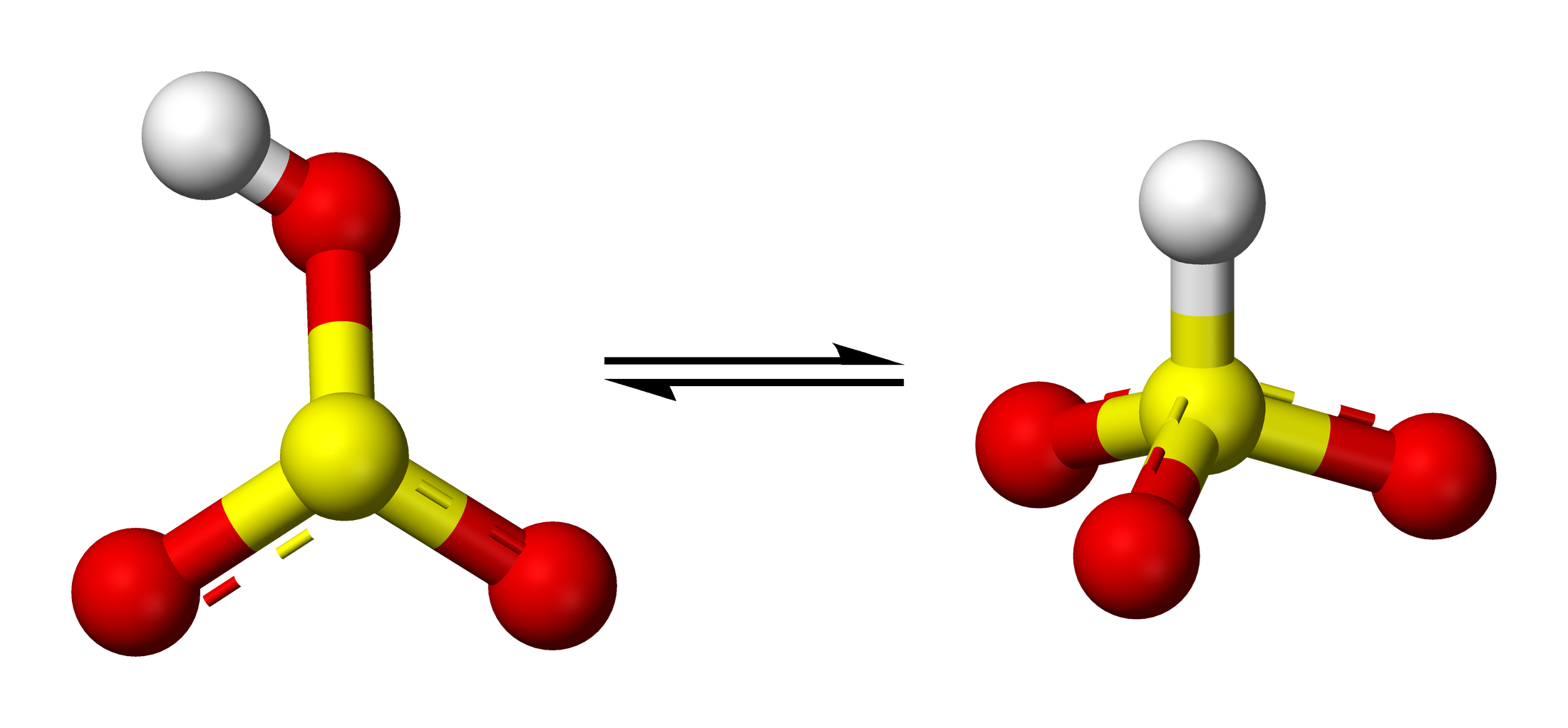
I modelli tridimensionali mostrano i due tautomeri del bisolfito. Il tautomero sulla sinistra ha simmetria C_{s}, mentre quello sulla destra ha simmetria C_{3v}.

La maggior parte degli ioni bisolfito ha l'atomo di idrogeno collocato sull'atomo di zolfo, tuttavia alcuni esperimenti hanno dimostrato tramite la spettroscopia a risonanza magnetica nucleare che due tautomeri dell'idrogenosolfito coesistono in equilibrio, una avente simmetria C3v (protonato allo zolfo) ed un altro la simmetria Cs (protonato all'ossigeno).
La struttura C3v è supportata anche da diverse cristallografie a raggi X.